# Numero di schedula
Il numero di schedula o semplicemente schedula (schedule number nella dizione anglosassone) fornisce un'informazione sulla pressione interna sopportabile da una tubazione, secondo la normativa americana ANSI. (La normativa italiana UNI, fa riferimento invece alla pressione nominale). Essendo numerosi gli impianti chimici e petrolchimici italiani di progettazione statunitense, a volte si fa riferimento anche al numero di schedula.

## Definizione

### Esercizio a temperatura ambiente
Esso è dato dalla seguente espressione:
{\displaystyle SCH=1000{\frac {p}{S}}}
Essendo:
- {\displaystyle p} pressione interna alla tubazione
- {\displaystyle S} tensione massima ammissibile a temperatura ambiente del materiale costituente la tubazione.

pressione e tensione massima ammissibile devono avere la stessa unità di misura.
Dalla formula di Barlow vale che:
{\displaystyle t={\frac {pD}{2S}}+c}
con:
- {\displaystyle t}  spessore della tubazione
- {\displaystyle c}  sovraspessore di corrosione
- {\displaystyle D}  diametro interno della tubazione

si ha quindi:
{\displaystyle p={\frac {2(t-c)S}{D}}}
da cui otteniamo l'espressione del numero di schedula in funzione dello spessore di parete della tubazione:
{\displaystyle SCH=2000{\frac {(t-c)}{D}}}

### Esercizio ad alta temperatura
Per qualsiasi temperatura maggiore di quella ambiente, nel calcolo dello spessore necessario per scegliere il numero di schedula è necessario introdurre dei fattori correttivi alla formula di cui sopra, in quanto il coefficiente S viene sempre derivato da test a temperatura ambiente. Per il calcolo dello spessore richiesto in funzione della temperatura, la normativa ASME prescrive la formula:
{\displaystyle t={\frac {pD}{2S'+2Kp}}+c}
dove: 
- {\displaystyle S^{1}} è lasollecitazione ammissibile del materiale espressa in psi, alla temperatura di esercizio della tubazione, valore ricavabile da apposite tabelle.
- {\displaystyle K} è il coefficiente correttivo funzione della temperatura, anch'esso tabellato.

## Valori unificati
La vecchia normativa del 1927 usava le definizioni di "standard", "extra strong" e "double extra strong" per la definizione degli spessori. Per diametri nominali fino 10" per i primi e fino a 8" per i secondi, gli spessori coincidono con il caso rispettivamente di SCH 40 e SCH 80, mentre per diametri nominali maggiori sono costanti, ma più piccoli dei corrispondenti SCH 40 e 80. I double extra strong hanno in genere spessori maggiori rispetto ai tubi SCH 160.
A partire dalla normativa del 1939, i valori unificati del numero di schedula per tubazioni in acciaio al carbonio sono:
- 5
- 5S
- 10
- 10S
- 20

- 30
- 40
- 40S
- 60
- 80

- 80S
- 100
- 120
- 140
- 160

i cui spessori corrispondenti sono raccolti in apposite tabelle.
Nel caso di tubazioni in acciaio inossidabile, gli spessori sono gli stessi di quelli per gli acciai al carbonio solo per diametri inferiori ai 12";in generale il numero di schedula per acciaio inossidabile è seguito dalla lettera S ed è contenuto nella norma ASME B36.19M, e sono disponibili molti meno spessori (solo SCH 40, SCH 80 ecc.) rispetto alle tubazioni per acciaio al carbonio, descritte invece nella ASME B36.10M.